# Észterek
Az észterek az oxigéntartalmú szerves vegyületek egy csoportját alkotják. Alkoholokból (esetleg enolokból vagy fenolokból) és savakból keletkeznek egy molekula víz kilépésével (kondenzáció). A savak lehetnek karbonsavak vagy ásványi savak, ez alapján megkülönböztetnek karbonsavésztereket, illetve szervetlen (vagy más néven anorganikus) savak észtereit. A karbonsavészterek a karbonsavszármazékok egyik csoportját alkotják. A legfontosabb szervetlen savak, amelyekből észterek vezethetők le a foszforsav, a kénsav, a salétromsav, a salétromossav és a bórsav. Az észter név a német „essig-äther” kifejezésből ered, az etil-acetát egyik régies nevéből.

## Kémiai tulajdonságaik
Általában jellemző az észterekre, hogy hidrolízisre hajlamosak. Az észterek képződése alkoholokból és savakból megfordítható reakció, a megfordítása az észterhidrolízis. Az észterek gyakorlatilag teljes hidrolízise lúgok, például nátrium-hidroxid hozzáadásával valósítható meg. Az ilyen folyamat neve elszappanosítás. (Az elszappanosítás név onnan ered, hogy ezzel a módszerrel állítottak elő legrégebben szappant). Ekkor az alkohol mellett a sav sója (NaOH esetén nátriumsója) keletkezik. A keletkező só már nem tud reagálni az alkohollal, emiatt lesz a hidrolízis gyakorlatilag teljes.

## Előállításuk
Az észtereknek többféle általános előállítási módja létezik. Ha alkoholok és savak egymással reagálnak, észterek keletkeznek. Az ilyen folyamat neve közvetlen észteresítés. Ez a reakciótípus reverzíbilis.
{\displaystyle \mathrm {R{-}OH+HO{-}Ac\rightleftharpoons R{-}O{-}Ac+H_{2}O} }
Észterek keletkeznek alkoholok és savanhidridek reakciójában is. Az ilyen reakciók könnyen végbemennek. Ekkor az észter mellett egy sav keletkezik, ezért az ilyen folyamatok gyakorlatilag csak egy irányban játszódhatnak le.
Alkoholokból és savkloridokból is észterek nyerhetők. Az észter mellett sósav keletkezik. Az ilyen reakciók igen hevesen játszódnak le, ezért általában valamilyen indifferens oldószert, például piridint alkalmaznak.
{\displaystyle \mathrm {R{-}O{-}H+Cl{-}Ac\rightarrow R{-}O{-}Ac+HCl} }

## A karbonsavészterek
A karbonsavakból és alkoholokból származtatható észterek a karbonsavészterek. Szerkezetük úgy is levezethető, hogy a karbonsavak karboxilcsoportjában található hidrogénatomot valamilyen alkilcsoporttal helyettesítjük.
Ezeknek az észtereknek a kisebb illetve a közepes szénatomszámú képviselői kellemes illatú folyadékok, gyakran gyümölcsésztereknek nevezik őket. Ez a név onnan ered, hogy néhány képviselőjük a természetben megtalálható a gyümölcsökben, ezek zamatanyagai. Ezek közül néhány kitűnő oldószer (például etil-acetát, butil-acetát). A nagyobb szénatomszámúak szilárd halmazállapotúak.
Ilyen észterek képződnek közvetlenül alkoholokból és karbonsavakból közvetlen észteresedés során, illetve karbonsavkloridok vagy karbonsavanhidridek és alkoholok reakciójával.
A karbonsavészterek jelentősége nagy, számos képviselőjük a természetben elterjedt. Ide tartoznak a már említett gyümölcsészterek, a zsírok illetve az olajok felépítésében részt vevő gliceridek, illetve a viaszokban található nagy szénatomszámú alkoholokból és karbonsavakból felépülő észterek.

## Szervetlen savak észterei
Ide tartoznak az alkoholokból, illetve a szervetlen savakból (salétromossav, salétromsav, kénsav, foszforsav, bórsav) levezethető észterek.
A salétromossav észtereit másképpen nitriteknek is nevezik. Ezek a vegyületek salétromossavból és alkoholból állíthatók elő közvetlen észteresítéssel. Például etil-nitrit képződése:
{\displaystyle \mathrm {C_{2}H_{5}{-}OH+HO{-}NO\rightarrow H_{2}O+C_{2}H_{5}{-}O{-}NO} }
A salétromsavészterek szintén közvetlen észteresedés során keletkeznek, alkoholokból és tömény salétromsavból. A salétromsavészterek fontos képviselője a nitroglicerin (vagy helyesebben glicerin-trinitrát) amit robbanószerként, illetve a gyógyászatban értágítóként alkalmaznak.
Mivel a kénsav kétértékű sav, belőle normál és savanyú észterek is levezethetők. A savanyú észtereket (vagy más néven félésztereket) alkil-hidrogénszulfátoknak, a normál észtereket dialkil-szulfátoknak nevezik. Ha etil-alkoholt tömény kénsavval melegítenek, félészter képződik.
A foszforsav észterei biokémiai szempontból nagyon jelentősek. A cukrok savanyú foszforsavészterei fontos szerepet játszanak a szénhidrát-anyagcserében. A nukleinsavakban is foszforsavészter-kötések találhatók.